# 将作院
将作院，元代官署名。专司宫廷器用及衣冠服饰之制作，相当于前代的少府、少府监。其所辖各种工艺品的作场也是非常繁多的，依其种类分设三个总管府掌管。